# 제주오라종합경기장 야구장
제주오라종합경기장 야구장(Jeju Baseball Stadium)은 제주특별자치도 제주시 오라1동에 위치한 야구장이다.

## 특징
1983년 전국체육대회를 대비해 신축한 공설운동장 시공사인 대우건설이 제주도에 기부 채납한 야구장이다. 제주 오라종합경기장 야구장의 외야 관중석은 의암야구장처럼 의자가 설치되어 있지 않다. 대신 얕은 잔디 언덕으로 마련되어 있어서 피크닉형 관전이 가능하다. 또한 바람이 많이 부는 제주특별자치도의 기후 특성상 바람에 민감한 야구장 중 한 곳이다.
좌우 펜스 100m, 중앙 펜스 123m로 대한민국의 야구장 중에서도 큰 편이다. KBO 리그의 저변 확대 차원에서 1군 정식 경기가 분산 개최된 적이 있지만, 구장 안전 문제와 선수단 이동 불편 문제로 자주 열리지는 않고 있다.
1984년 6월 17일 삼성-해태의 경기를 통해 처음 KBO 리그 경기가 열렸으며 이후 같은 해 9월 22일부터 9월 23일까지  해태-OB 2연전이 치러지기도 했고 그 이후 해태 타이거즈가 1985년에 1월 24일부터 같은 달 31일,  1991년에 2월 19일부터 3월 5일, 삼미 슈퍼스타즈가 1985년에 2월 2일부터 같은 달 18일까지,  청보 핀토스가 1986년부터 1987년,   OB 베어스가 1987년에 1월 13일부터 2월 10일, 1988년(1차), 1989년 (2차), 1990년 (1차), MBC 청룡이 1988년 (1차),  삼성 라이온즈가 1991년, 쌍방울 레이더스가 1998년, 한화 이글스가 2003년, 우리 히어로즈가 2008년  이 곳에서 전지훈련을 했으며 태평양 돌핀스가 1989년 전술훈련을 치렀다.
2008년 5월 20일부터 5월 25일까지는 우리 히어로즈가 청룡기 고교야구 대회 개최로 목동야구장을 사용할 수 없었을 때 6경기를 임시 홈 구장으로 대체하여 사용한 적이 있었으나 두산과의 홈경기는 5월 23일과  같은 달 24일  우천으로 취소되어 25일이 유일한 두산전 홈경기였다. 이는 2006년 7월 18일부터 7월 20일 두산과 삼성간의 3연전 경기 이후 처음이었으며 2005년 7월 12일부터 7월 14일까지 삼성과 현대와의 3연전이 개최되기도 했는데 전년도 6월 야간조명시설과 스탠드가 설치된 뒤 최초로 치러진 야간경기였다.
현재는 가끔씩 KBO 리그 1군 시범경기나 퓨처스 리그 일부 경기, 퓨처스 올스타전이 개최된 바 있으며, 대학야구 리그전이나 제주 지역 학생 야구 예선전이 개최되기도 한다.
2009년 조명탑 추가설치, 인조잔디 교체, 외야 안전펜스 교체 등을 실시했으며 2013년 구형 전광판을 신형 전광판으로 교체하였다.
2014년 전국체육대회 준비를 위해 리모델링 공사를 추가로 실시했다.

## 같이 보기
- 대한민국의 야구 경기장 목록